# Saunasaari (ö i Norra Österbotten, Oulunkaari)
Saunasaari är en ö i Finland. Den ligger i sjön Iinattijärvi och i kommunen Pudasjärvi i den ekonomiska regionen  Oulunkaari  och landskapet Norra Österbotten, i den centrala delen av landet, 600 km norr om huvudstaden Helsingfors. Öns area är 6,6 hektar och dess största längd är 0,6 kilometer i öst-västlig riktning.